# Juan Fernando Perdomo Bueno
Juan Fernando Perdomo Bueno (n. Córdoba, Veracruz, 27 de enero de 1957) es un político mexicano, miembro de Movimiento Ciudadano(Convergencia), ha sido diputado federal y fue senador por Veracruz supliendo a Dante Delgado Rannauro(2006-2009).
Es ingeniero en Sistemas Computacionales egresado del Instituto Tecnológico y de Estudios Superiores de Monterrey. 
En el año de 1980, Perdomo, coadyuvó para la fundación del Instituto Tecnológico y de Estudios Superiores de Monterrey Campus Central de Veracruz; proyecto que se propuso para crear un ambiente de mejor educación en el estado y con ello poder combatir la desigualdad social, económica y cultural. El proyecto comenzó como un impulso para el desarrollo cultural y social de los Veracruzanos y terminó en un proyecto para la mejora de la educación superior.
Participó en la fundación del Instituto Tecnológico y de Estudios Superiores de Monterrey, Campus Central del Veracruz ( CCV ) , con ayuda de Gonzalo Tress Petrilli,Tino García Pontón, Rudy Perdomo Calatayud, Humberto Zúñiga Jácome, Luis Ponton Posada, Rachuan Kuri Dib, José Luis González Arredondo, Rodrigo Menéndez Calderón, León Penagos, Jose Luis Carus García, Juan Alfonso Perdomo Menendez, Jose Luis Torre García, Felipe del Río Becerra, Carlos Gutiérrez ...   lo   como un proyecto que ayudaría a impulsar la educación en Veracruz.
El Presidente de EIEVAC de 1980 a 1992.
Inició sus actividades política al ser nombrado Secretario de Desarrollo Económico del gobierno de Veracruz en 1992 en el gobierno de Patricio Chirinos Calero, ocupó dicho cargo hasta 1997 en que pasó a ser Secretario de Comunicaciones del mismo estado, culminando dicho cargo en 1998, de 1999 a 2000 fue nombrado director general adjunto de Aeropuertos y Servicios Auxiliares por el presidente Ernesto Zedillo, y en 2000 pasó a la Secretaría de Desarrollo Social donde fue sucesivamente coordinador de delegado, coordinador de relaciones institucionales, coordinador de relaciones internacionales y diplomáticas y enlace con la oficina de la Presidencia de la República, en 2001 el presidente Vicente Fox lo nombró director general de DICONSA, renunciando a dicho cargo en 2002.
Fue postulado y electo diputado federal plurinominal por Convergencia a la LIX Legislatura de 2003 a 2006, siendo secretario de las comisiones de Energía, de Información, Gestoría y Quejas y de la Cuenca de Burgos, así como integrante de las de Desarrollo Social y de Comunicación Social. En 2006 fue elegido Senador suplente por Veracruz, asumió el cargo en 2010 al solicitar licencia su titular, Dante Delgado Rannauro.